# 1563 w polityce

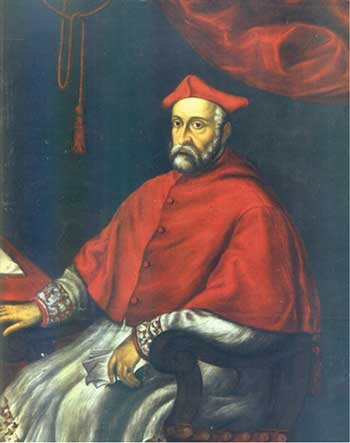
Ercole Gonzaga

Wydarzenia polityczne w 1563 roku.

## Urodzili się
- Marcin Kazanowski, hetman polny koronny[a][1].

## Zmarli
- 2 marca Ercole Gonzaga, włoski kardynał[2][3].